# ミスティ・ブルー
『ミスティ・ブルー』（MISTY BLUE）とは1990年にエニックス（現スクウェア・エニックス）が製作・販売したパーソナルコンピュータ用のアドベンチャーゲーム。恋愛と殺人事件を主題としている。

## 概要
本作は殺人事件に巻き込まれてしまった主人公・和哉とその恋愛、および高校生時代の友人らとの関係を題材としたアドベンチャーゲームである。舞台は主に日本の東京。コマンド選択式の形をとるが、複数の人物が寄り集まり会話をする時に、どの人物に話しかけるかを画面上で選択してコマンドを発行するシステムがある。人物には「好感度」が設定されており、会話時のコマンド選択次第でこれが上下し、ストーリー展開に影響を与える。さらにこのゲームは、登場する女性キャラクター全員と肉体関係を持つ事が可能である。
プロデューサーに『アンジェラス 〜悪魔の福音〜』の伊藤慶子、グラフィックにアニメーターの恩田尚之や高橋信也、音楽に古代祐三を配しており、グラフィックについてはアニメーション処理が盛り込まれている。
PC-8801mkIISR版には、本編とは別に、ミッキーを主人公に高校時代の思い出を綴った「高校生ディスク」、ロールプレイングゲームである『えにっくすくえすと』が付録されている。

## ストーリー
高校卒業後、音楽を学ぶためアメリカへ留学していた主人公・水上和哉は、4年振りに日本に帰国し、憧れのロックバンドである「オルフェ」のラストギグへ赴く。だがギグの最中、高校時代の先輩でありオルフェも手がける芸能プロデューサーである松宮と口論となってしまう。その後会場を立ち去ろうとする和哉のバイクに駆け寄ってくる女がいた。高校時代の友人にして和哉の想い人、藤木麻衣子である。4年ぶりの再会を祝し、仲間たちが出会った渋谷のバー「クロコダイル」にやはりかつての友人である森川裕太、夏井エリも集い、楽しい一夜を過ごした。
翌朝、テレビニュースを見た和哉は、昨夜口論となった松宮がギグの会場で殺された事を知る。会場にアドレス帳を落としてしまっていたこともあり、和哉はこの殺人事件の容疑者となってしまった。いったんは親友であるミッキー高見沢の家に潜伏した和哉であったが、麻衣子に事件当時のアリバイを証言してもらうため連絡を試みる。だが生憎、麻衣子はモデルの仕事で現在は神戸に滞在中とのこと、和哉は急ぎ神戸へ向かう。しかしながら、麻衣子のモデル仲間である井上ユカには出会えたものの、麻衣子に会うことはできなかった。
関東に戻った和哉はミッキーのツテで、オルフェのヴォーカリストである斉木徹と面会、次いで芸能プロダクションを経営する本郷、作詞家の冬木麗香と出会う。事件の核心に迫りつつあったが、ようやく再会を果たした麻衣子はスキャンダルを恐れアリバイの証言を拒否。さらに逢い引きの最中に、和哉はついに警察に捕らえられてしまう。万事休すかと思われたが、麻衣子の証言により、一転、和哉は釈放されることとなった。
だがその後、和哉は事件当日のギグで、松宮と麻衣子が一緒にいたことを知る。

## 登場人物
水上和哉主人公。ミュージシャンを志し高校卒業後アメリカに留学。4年ぶりに帰国するやいなや、殺人事件に巻き込まれてしまう。高校生時代は麻衣子に想いを寄せていた。
藤木麻衣子和哉の高校時代の友人。当時よりモデルとして活動。ミッキーによれば、完全に和哉より上手だとのこと。
ミッキー高見沢和哉の元クラスメイトにして親友。現在はメディア関係の仕事をしており、オルフェのなども手がける。
夏井エリ同じく高校時代の友人。明るくて自由奔放な女性。和哉に好意を持つ。
森川裕太同じく高校時代の友人。若くして外車ショップを経営。優等生タイプで不器用な男。エリに好意を持つ。
松宮和哉の高校の先輩、現在は芸能プロデューサー。ゲームの冒頭、オルフェのラスト・ギグのあと、その会場で殺害されてしまう。周囲ではあまり良い噂がなかったようだ。
斉木徹和哉の憧れのロックバンド、オルフェのヴォーカル。
※ 登場人物については特記無き場合『マイコンBASICマガジン』 1990年11月号を典拠に構成。

## PC88版本編スタッフ
- 原案：星川泰子、平柳益実、紀伊尾宏孝
- 脚本：星川泰子、紀伊尾宏孝、伊藤慶子（ENIX）
- キャラクターデザイン：恩田尚之
- 原画：恩田尚之
- 原画協力：高橋信也、岩瀧智
- デジタイズ：猪越浩、大田貴、高橋信也、恩田尚之
- 美術総監修：恩田尚之
- メインプログラム：小俣健
- サブプログラム：宮島靖
- プログラムサポート：望月敬三（ENIX）
- 音楽／音楽プログラム：古代祐三
- タイトルデザイン：猪越浩
- 制作協力：曽根康征（ENIX）、狩野健二郎（ENIX）、柴山忠義、高橋智弘、、松本美和子、森定宏友、田賀敬子
- テクニカルディレクター：紀伊尾宏孝
- 製作総指揮／プロデューサー：伊藤慶子

## PC88版『えにっくすくえすと』スタッフ
- 原案：伊藤慶子
- シナリオ：伊藤慶子、猪越浩、舞優
- 原画：高橋信也、恩田尚之
- 音楽：古代祐三
- デジタイズ：猪越浩、舞優
- プログラム：舞優、小俣健
- スペシャルサンクス：斎藤明達、渡辺和幸

## PC98版本編スタッフ
- 原案：星川泰子、平柳益実、紀伊尾宏孝
- 脚本：星川泰子、紀伊尾宏孝、伊藤慶子（ENIX）
- キャラクターデザイン：恩田尚之
- 原画：恩田尚之
- 原画協力：高橋信也
- デジタイズ：猪越浩、大田貴、高橋信也、恩田尚之
- 美術総監修：恩田尚之
- メインプログラム：小俣健
- サブプログラム：宮島靖
- プログラムサポート：望月敬三（ENIX）
- 音楽／音楽プログラム：古代祐三
- タイトルデザイン：猪越浩
- 制作協力：曽根康征（ENIX）、狩野健二郎（ENIX）、柴山忠義[* 2]
- テクニカルディレクター：紀伊尾宏孝
- 製作総指揮／プロデューサー：伊藤慶子

## サウンドトラック
- 『ミスティ・ブルー』 - アルファレコード・G.M.O.レーベルより1991年4月21日発売。12cmCD。2000円。一部未収録曲あり。スーパーファミコン用ゲーム『アクトレイザー』の楽曲のPC-8801による習作を同時収録。
- 『ミスティブルー コンプリート・サウンドトラックス』 - EGG MUSICより2007年4月20日から、ダウンロード配信。1200円。PC-8801FAより新たに録音し、未収録曲・未使用曲も収録[3][4]。
- 『古代祐三 BEST COLLECTION vol.1』 - ジェネオン・エンタテインメントより2007年6月8日発売。3150円。3枚組。Disk.2に収録。